# Glikinita
La glikinita és un mineral de la classe dels sulfats. Rep el nom en honor del professor Arkady Eduardovich Glikin (Аркадий Эдуардович Гликин) (20 de juny de 1943, Kostromà, URSS - 2012, Rússia). Arkady Glikin va ser professor del Departament de Cristal·lografia de la Universitat Estatal de Sant Petersburg.

## Característiques
La glikinita és un sulfat de fórmula química Zn₃O(SO₄)₂. Va ser aprovada com a espècie vàlida per l'Associació Mineralògica Internacional l'any 2019, sent publicada per primera vegada el 2020. Cristal·litza en el sistema monoclínic. La seva duresa a l'escala de Mohs es troba entre 2 i 3.
L'exemplar que va servir per a determinar l'espècie, el que es coneix com a material tipus, es troba conservat a les col·leccions del museu mineralògic de la Universitat Estatal de Sant Petersburg (Rússia), amb el número de catàleg: 1/19695.

## Formació i jaciments
Va ser descoberta a la fumarola Arsenàtnaia, al volcà Tolbàtxik (Krai de Kamtxatka, Rússia), on es troba en forma de cristalls prismàtics associada a tenorita, langbeinita, lammerita-β, euclorina, calcocianita, bradaczekita i anhidrita. Aquest indret del volcà és l'únic a tot el planeta on ha estat descrita aquesta espècie mineral.